# Nicomachus Flavianus le jeune
Nicomaque Flavien le jeune est un noble romain, plusieurs fois nommé préfet de Rome. Il devient le gendre de Symmaque. Il a été grammairien et a exercé des fonctions politiques dans l'Empire romain. Il a servi sous Valentinien II (371-392), l'empereur Théodose Ier (379-395), l'usurpateur Eugène qu'il a soutenu avec son père, l'empereur Flavius Honorius (393-423) et l'empereur Valentinien III (425-455), couvrant, entre autres, les bureaux de urbi préfet de Rome et le préfet du prétoire d'Italie. Suivant la tradition de sa famille, il se consacre aussi à l'étude de la littérature latine, et s'est occupé de la correction d'ouvrages de Tite-Live.
On l'a surnommé « le Jeune » pour le distinguer de son père, Virius Nicomachus Flavianus « l'ancien ». Concurremment à ce dernier, on attribue parfois au fils la rédaction, en tout ou partie, de l'Histoire Auguste.

## Biographie

### Origine
Il appartient à la famille Nicomachi, une famille influente de sénateurs.

### Carrière politique
Sa première fonction politique a été d'être consularis de Campanie.
Il a été préfet de Rome sous l'usurpateur Eugène, puis de 399 à 400 et en 408.
En 414, il fut envoyé en Afrique avec Ceciliano pour enquêter sur plusieurs plaintes.